# مادر هوله
'''مادر هوله''' یا '''فراو هوله''' (به آلمانی: Frau Holle) که با نام‌های "مادر هولده"، "مادر هولدا" یا "مادر پیر برفی" نیز شناخته می‌شود، یکی از داستان‌های پریان آلمانی است که توسط برادران گریم گردآوری شده‌است. این داستان در نخستین نسخه از کتاب ''داستان‌های کودکان و خانگی'' (Kinder- und Hausmärchen) در سال ۱۸۱۲ با شماره KHM 24 منتشر شد. فراو هوله همچنین شخصیتی اسطوره‌ای در فولکلور ژرمنی پیشا-مسیحی است که در باورهای مردم تا قرن نوزدهم زنده مانده‌است.
این نام ممکن است مربوط به موجود اسکاندیناویایی به نام هالدر باشد.  ژاکوب گریم تلاش کرد تا او را به عنوان یک الهه آلمانی معرفی کند. 

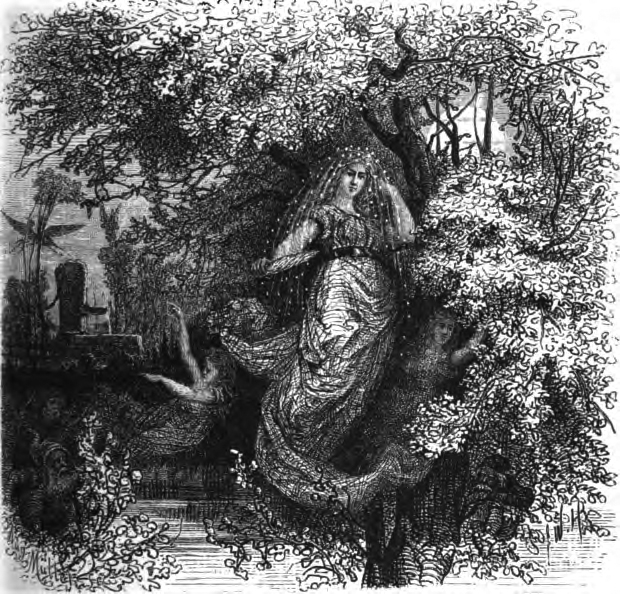
"هولدا، محافظ خوب" (1882) اثر فردریش ویلهلم هاینه

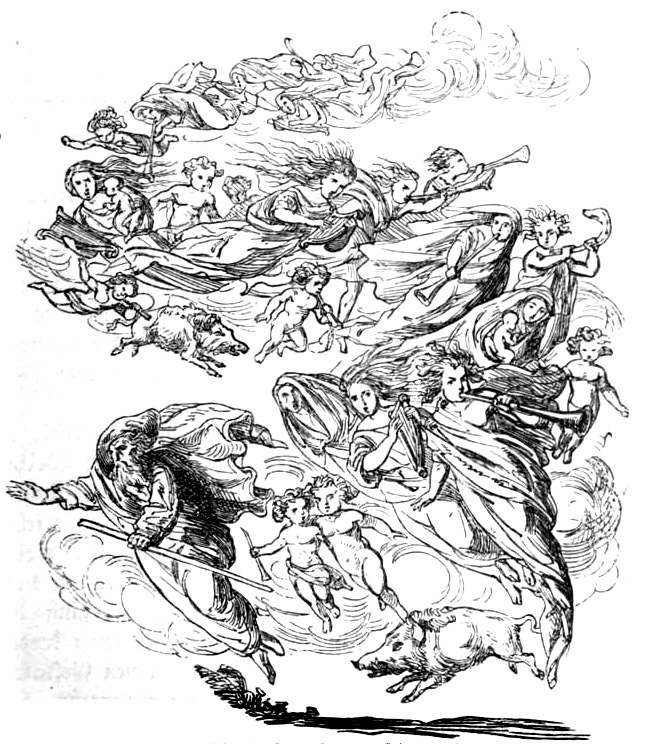
Frau Holle یا Perchta با شکار وحشی

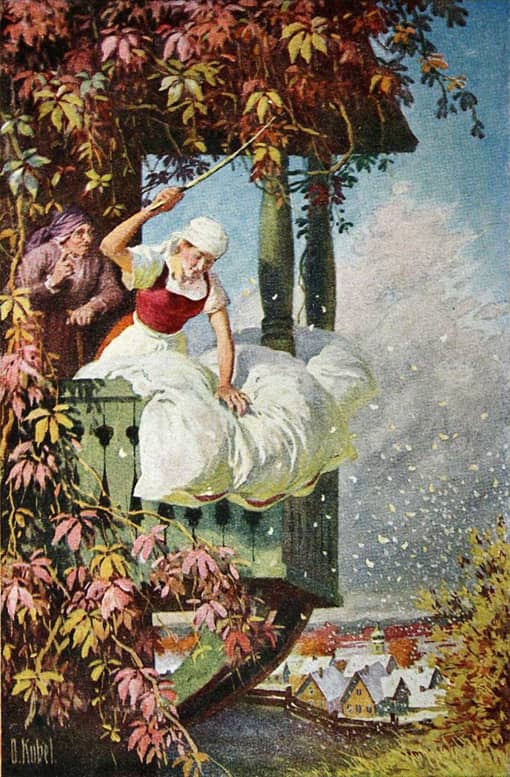
تصویر مادر هول توسط اتو کوبل

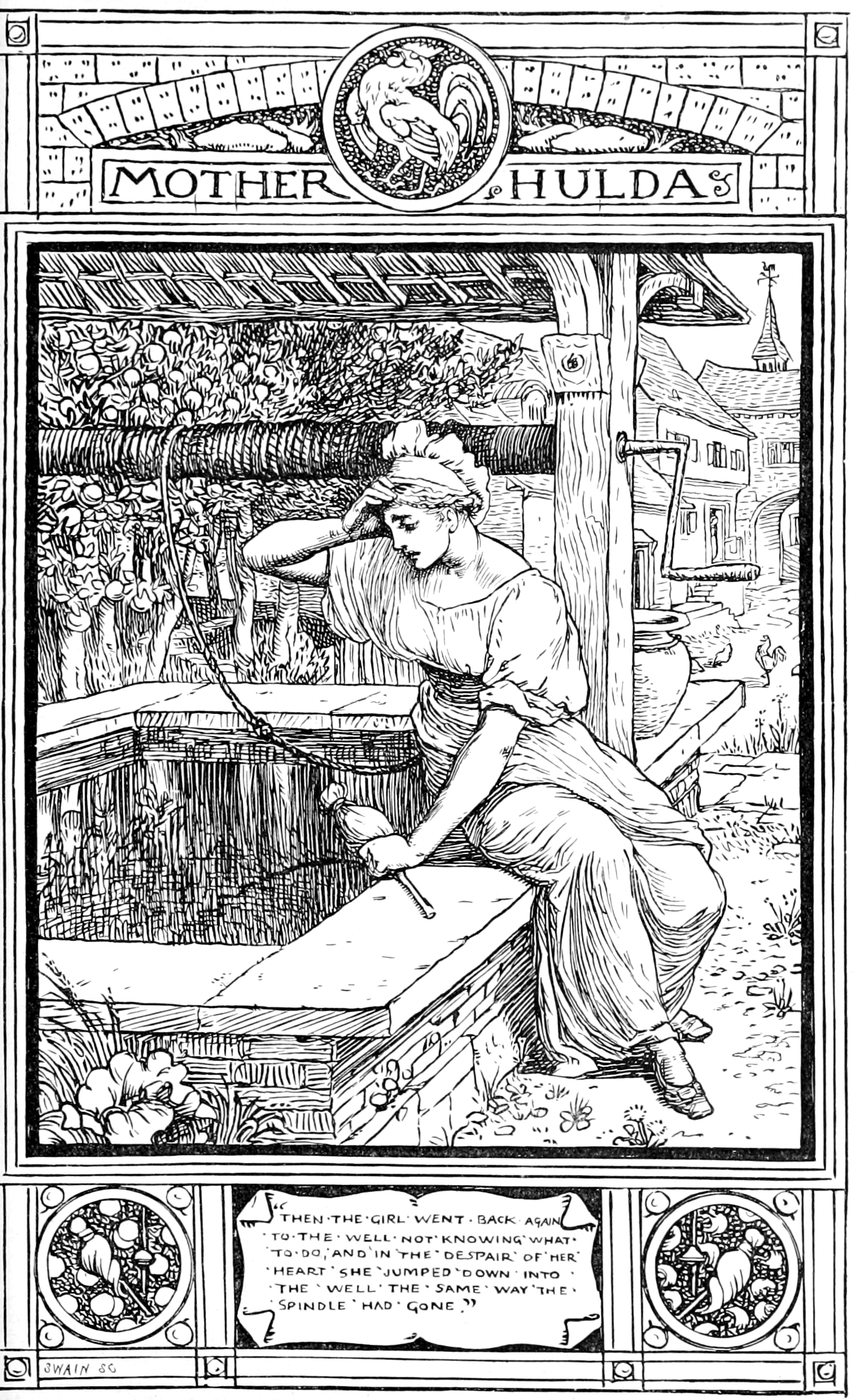
تصویر توسط والتر کرین ، 1882

## خلاصه داستان افسانه‌ای
در روستایی زنی بیوه با دو دختر زندگی می‌کرد؛ یکی دختر خودش که تنبل و نازپرورده بود و دیگری دخترخوانده‌اش که زحمت‌کش و مهربان بود. دخترخوانده همیشه باید همه کارهای خانه را انجام می‌داد و روزها در کنار چاه می‌نشست و نخ‌ریسی می‌کرد. روزی هنگام ریسندگی، انگشتش با دوک زخمی شد و هنگام شستن خون از روی دوک، آن را درون چاه انداخت. او که از تنبیه شدن می‌ترسید، از روی ناچاری خود را در چاه انداخت تا دوک را بازگرداند.
زمانی که دختر به هوش آمد، خود را در دشتی زیبا یافت. هنگام قدم زدن با تنوری پر از نان روبه‌رو شد که نان‌ها فریاد می‌زدند: «ما را درآور پیش از آن‌که بسوزیم!» دختر نان‌ها را بیرون آورد و به راهش ادامه داد. سپس به درخت سیبی رسید که فریاد می‌زد: «ما را تکان بده، رسیده‌ایم!» او سیب‌ها را تکان داد و جمع کرد.
سرانجام به خانه‌ای کوچک رسید که پیرزنی با دندان‌های بزرگ در آن زندگی می‌کرد. پیرزن به او پیشنهاد داد که اگر در خانه‌اش خدمت کند و تخت‌های او را خوب بتکاند تا پرهای بالش‌ها مثل برف در دنیا بریزند، می‌تواند بماند. دختر پذیرفت و با دلسوزی و سخت‌کوشی کارهای خانه را انجام داد.
مدتی بعد، دختر احساس دلتنگی برای خانه کرد و از فراو هوله خواست تا بازگردد. پیرزن که از رفتار او بسیار راضی بود، هنگام بدرقه دروازه‌ای را گشود و بارانی از طلا بر سر دختر ریخت و دوک او را هم بازگرداند. دختر به خانه بازگشت و خروس از بالای بام فریاد زد: «کوکودو! دختر طلایی برگشته‌است!»
مادر ناپدری طمع‌کار که این را دید، دختر تنبل خودش را هم مجبور کرد همان کارها را انجام دهد. اما این دختر نه نان‌ها را درآورد، نه سیب‌ها را جمع کرد و نه کارهای خانهٔ فراو هوله را درست انجام داد. خیلی زود اخراج شد. هنگام خروج از دروازه، دیگی از قیر بر سرش ریخته شد. خروس گفت: «کوکودو! دختر سیاه‌قیر برگشته‌است!»
در برخی نسخه‌ها، دختر مهربان با هر سخن گفتن سکه طلا از دهانش می‌افتد و دختر تنبل با هر سخن، وزغ یا مار از دهانش بیرون می‌آید.

## تحلیل داستان
داستان فراو هوله نمونه‌ای کلاسیک از ساختار دوشخصیتی در افسانه‌هاست که دختر خوب و زحمت‌کش پاداش می‌گیرد و دختر تنبل تنبیه می‌شود. این روایت نه‌تنها درس اخلاقی کار و مهربانی می‌دهد، بلکه عناصر اسطوره‌ای مانند عبور به جهانی دیگر از طریق چاه و ارتباط با یک الهه طبیعت را نیز در خود دارد.
برخی محققان همچون یاکوب گریم، فراو هوله را با ایزدبانوان پیشا-مسیحی مانند پرچتا و هکاته مقایسه کرده‌اند. بارش برف در نتیجهٔ تکاندن لحاف توسط فراو هوله، نمود پیوند او با طبیعت و فصل زمستان است. همچنین، نبود عناصر اشرافی در داستان (برخلاف بسیاری از افسانه‌ها) بر سادگی و مردمی بودن آن تأکید دارد.

## منشأ و ریشه‌ها
شخصیت فراو هوله برگرفته از الهه‌ای باستانی در فولکلور ژرمن است. او در قالب‌هایی چون هولدا، هولدا، پرچتا و... در مناطق مختلف آلمان و آلپ شناخته می‌شود. نقش او به عنوان حافظهٔ زنان، کودکان و ارواح مردگان، در متون قرون وسطی و سنت‌های عامیانه بازتاب یافته است. مراسم مربوط به فراو هوله در زمستان، به ویژه در ایام کریسمس و شب دوازدهم، همچنان در بخش‌هایی از آلمان و اتریش برگزار می‌شود.